# Pyrgina
Pyrgina é um género de gastrópode  da família Coeliaxidae.
Este género contém as seguintes espécies:
- Pyrgina umbilicata